# Рибачук Олег Борисович
Олег Борисович Рибачук (нар. 22 квітня 1958, м. Погребище, Вінницька область) — український політик та громадський діяч, голова аналітично-адвокаційної організації Центр спільних дій.

## Життєпис
Здобув освіту перекладача англійської та французької мови на факультеті романо-германської філології Київського університету ім. Шевченка (1975—1980). Друга вища освіта — факультет фінансів та кредиту Київського національного економічного університету (1993—1996), кваліфікація — економіст. У 1997 році навчався також у Школі дипломатичної служби Університету Джорджтауну (США).
Досвід інспектора, старшого інспектора Київської митниці з 1980 до 1986 року. З 1986 до 1991 року — перекладач англійської мови ВТО «Закордоннафтобуд» в Республіці Індія.
1992 — начальник відділу валютних операцій Київського акціонерного комерційного біржового банку «Київбіржбанк». З 1992 до 1999 року — начальник відділу зовнішніх зв'язків, начальник управління міжнародних банківських зв'язків, директор Департаменту міжнародних зв'язків Національного банку України.
У 1999—2001 — керівник служби Прем'єр-міністра України Секретаріату Кабінету Міністрів України.
2001—2002 — віце-президент Чорноморського банку торгівлі та розвитку (Салоніки, Греція).
З квітня 2002 до березня 2005 року — Народний депутат України 4-го скликання від виборчого блоку Ющенка «Наша Україна». Після обрання до Верховної Ради був керівником групи «Разом» фракції «Наша Україна», уповноваженим представником фракції, головою підкомітету з питань банківської діяльності і валютного регулювання Комітету з питань фінансів і банківської діяльності. Очолював службу голови блоку «Наша Україна», кандидата на пост Президента України Віктора Ющенка.
4 лютого — 7 вересня 2005 — віце-прем'єр-міністр України з питань європейської інтеграції.
7 вересня 2005 — 16 вересня 2006 року — державний секретар України, Голова Секретаріату Президента України. Секретар Політради при Президенті України (травень — жовтень 2006). Член РНБО (жовтень 2005 — вересень 2006). Перебуваючи на посаді керівника Секретаріату Президента України очолював наглядову раду Національного президентського оркестру.
Радник Президента України з вересня 2006. Радник Президента (поза штатом) від грудня 2007. Звільнений від обов'язків радника 4 березня 2008, після публічних заяв, що голова СП Віктор Балога не завжди відображає точку зору президента.
2006—2008 — Голова наглядової ради Ощадбанку. Член наглядової ради Укрексімбанку.
Грудень 2008 — травень 2016 — член наглядової ради «АрселорМіттал Кривий Ріг».
2009 рік — донині — засновник та керівник громадської організації «Центр UA». Один з ініціаторів Громадської кампанії «Новий Громадянин», «Чесно», коаліції громадських організацій «Реанімаційний пакет реформ». Співзасновник аналітичного центру «Колегіум Анни Ярославни».
У 2017—2020 роках — член Незалежного антикорупційного комітету з питань оборони (НАКО).

## Звинувачення у роботі на спецслужби
За інформацією анонімного джерела газети The Washington Times у британській розвідці, опублікованій у листопаді 2018 року, Рибачук був агентом Головного розвідувального управління (ГРУ) СРСР та Російської Федерації. Сам Рибачук не заперечує контактів із КДБ у радянські часи і першим про них розповів наприкінці 2017 року в інтерв'ю, але пояснює це тим, що в Радянському Союзі неможливо було працювати за кордоном чи на митниці й не мати контактів зі спецслужбами. Звинувачення у співпраці з російськими спецслужбами він відкидає та пояснює поширення відповідної інформації в українських ЗМІ замовною кампанією проти нього зі сторони Адміністрації Президента.